# Ius Chasma
Lo Ius Chasma è una valle marziana situata ad est del cratere Oudemans, parallela al Tithonium Chasma lungo una direttrice comune nord-sud, e comunicante col Melas Chasma. Al suo centro è situata una cresta cui è stato dato il nome di Geryon Montes. Il suo letto è ricoperto da materiale di origine sedimentaria, forse depositatosi in seguito a successivi smottamenti delle pareti.
Numerose valli a U si diramano lateralmente dallo Ius Chasma. La valle è separata dal Tithonium Chasma da uno strato di materiale di formazione recente, costituito da lava solidificata legata all'attività vulcanica della regione di Tharsis.